# Сосновка (Ярмолинецкий район)
Сосновка (укр. Соснівка) — село в Ярмолинецком районе Хмельницкой области Украины.
Население по переписи 2001 года составляло 556 человек. Почтовый индекс — 32155. Телефонный код — 3853. Занимает площадь 1,84 км². Код КОАТУУ — 6825887601.

## История
В 1945 г. Указом Президиума ВС УССР село Куява переименовано в Сосновку.

## Местный совет
32154, Хмельницкая обл., Ярмолинецкий р-н, с. Сосновка